# Diodato di Montecassino
Diodato, anche Deodato e Adeodato (in latino Deusdedit) (VIII secolo – Benevento, 9 ottobre 834), è stato il XV abate di Montecassino dall'anno 828 all'834, considerato santo dalla Chiesa cattolica.

## Biografia
Di origini lirine, Diodato si dedicò alla preghiera e allo studio. 
Nell'828 fu eletto abate di Montecassino, e per la difesa dei diritti del monastero, insidiati da alcuni nobili, subì molte vessazioni: il principe longobardo Sicardo di Benevento, in lotta per il predominio sui territori della Longobardia minor, giunse persino a incarcerarlo. Diodato morì poco dopo, nell'834.

## Culto
Dal Martirologio Romano: «A Montecassino nel Lazio, san Deusdédit, abate, che, gettato in carcere dal tiranno Sicardo, rese qui lo spirito a Dio sfinito dalla fame e dalle tribolazioni».
Le spoglie mortali del Santo vengono venerate nella romanica chiesa parrocchiale del borgo vecchio di San Giovanni Valle Roveto, nel comune di San Vincenzo Valle Roveto in provincia dell'Aquila. Nella chiesa, oltre al corpo del Santo, sono custoditi: un busto ligneo dorato, un braccio benedicente in legno dorato e un'antica statua in legno policromo. 
Il 27 settembre di ogni anno viene celebrata in suo onore una grande festa. Molti sono i pellegrini che in quel giorno accorrono in San Giovanni Vecchio Valle Roveto per venerare san Diodato. In suo onore è stata costituita una confraternita che opera nel luogo, presente il giorno della festività del santo e in altri momenti religiosi di rilevanza.